# Gouhelans
Gouhelans település Franciaországban, Doubs megyében. Lakosainak száma 118 fő (2022. január 1.). Gouhelans Rougemont, Puessans, Romain és Huanne-Montmartin községekkel határos.

## Népesség
A település népességének változása:
| Lakosok száma | 113  | 88   | 83   | 115  | 107  | 110  | 118  | 119  | 119  | 118  |
|               | 1968 | 1982 | 1990 | 2006 | 2013 | 2015 | 2017 | 2019 | 2020 | 2022 |